# Hans Norbart
Johannes Georg (Hans) Norbart (Amsterdam, 16 oktober 1923 – Enschede, 5 mei 1998) was een Nederlands politicus van de KVP en later het CDA.
Tijdens de Tweede Wereldoorlog is hij in Nazi-Duitsland geïnterneerd geweest in een kamp. Na de bevrijding ging hij rechten studeren aan de Vrije Universiteit Amsterdam waar hij in 1958 is afgestudeerd. Aanvankelijk was hij in Amsterdam werkzaam in de financiële sector maar in 1959 ging hij als commies werken op de afdeling onderwijs, culturele zaken en recreatie van de provinciale griffie van Gelderland. Mr. Norbart was daar intussen hoofdcommies toen hij in september 1965 benoemd werd tot burgemeester van Medemblik. In augustus 1971 volgde zijn benoeming tot burgemeester van Denekamp wat hij zou blijven tot zijn pensionering in november 1988. In 1998 overleed Norbart op 74-jarige leeftijd in het Medisch Spectrum Twente.